# دوبروفنيك إيرلاين
شركة طيران دوبروفنيك المحدودة Dubrovnik Airline Limited كانت شركة طيران كرواتية،  مقرها في دوبروفنيك في كرواتيا . وقامت بتشغيل رحلات سياحية مستأجرة من أوروبا وإسرائيل إلى وجهات العطلات في كرواتيا. وكانت قاعدتها الرئيسية مطار دوبروفنيك. 

## روابط خارجية
- الموقع الرسمي